# N18 (Ierland)
De N18 is een nationale primaire weg in Ierland. Het verbindt de steden Limerick en Galway met elkaar. De belangrijkste plaatsen op de route zijn Ennis en Gort.
Het gedeelte tussen Limerick en de aansluiting met de N19 is onderdeel van de E20. De gehele weg is onderdeel van de voorgestelde Atlantic Corridor.

## Route

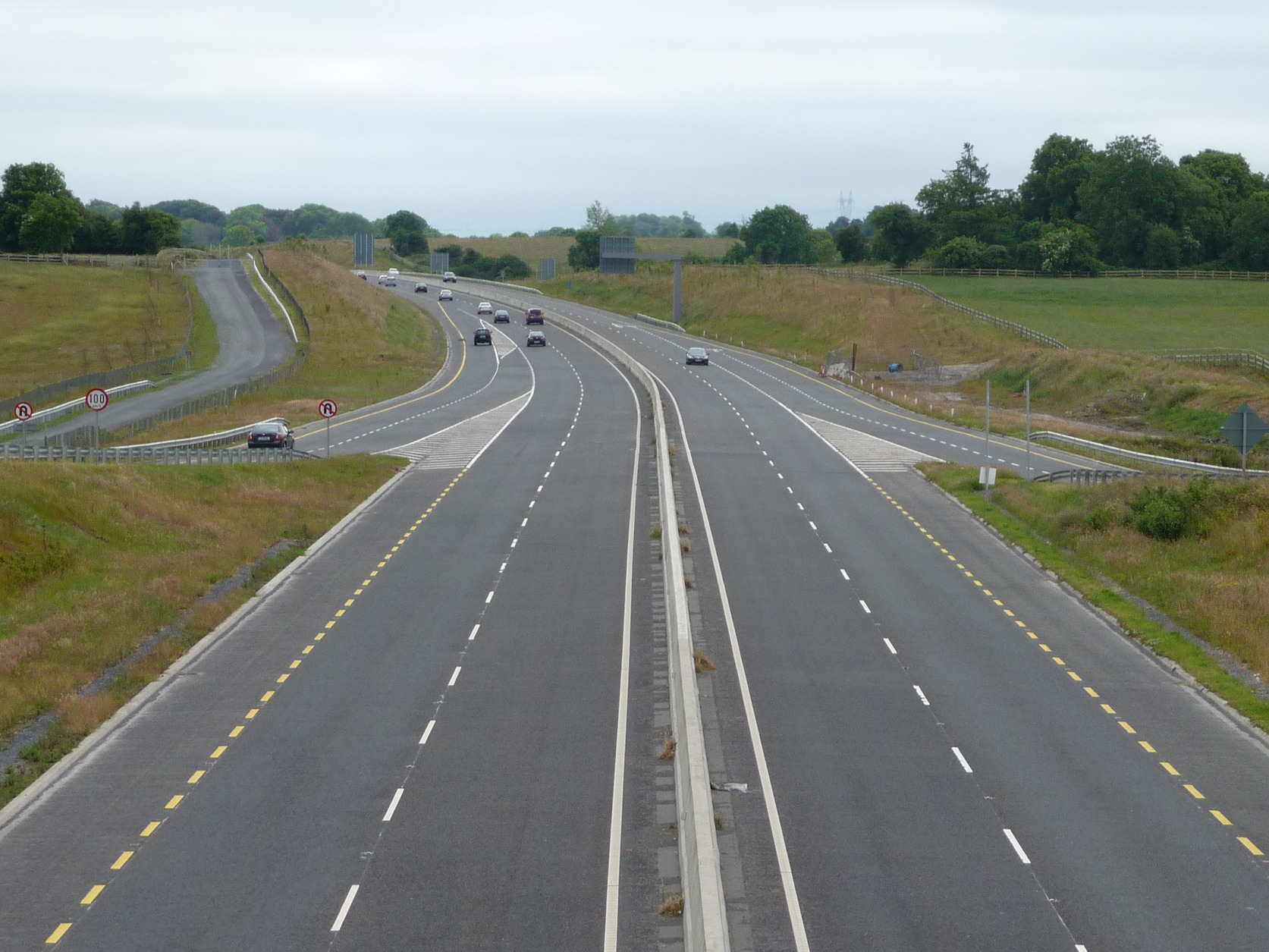
Een blik naar het zuiden vanaf de flyover bij Ennis junction. Dit gedeelte is geherklasseerd als snelweg, ingaande 28-8-2009

De weg verlaat Limerick via de Limerick Tunnel onder de rivier de Shannon. Daarna volgt het de Condell Road op de noordoever van de Shannon naar de Coonagh Roundabout waar het aansluit op de Ennis Road. Vanaf hier gaat de N18 als een vierstrooksweg noordwaarts.
Afslagen langs dit stuk bedienen onder meer Cratloe, Sixmilebridge en Bunratty. Aanvankelijk liep de N18 vlak langs Bunratty Castle totdat de bouw van de vierstrooksweg gereed kwam rond 1990. Deze voert op iets grotere afstand langs het kasteel. Ook andere kruisingen in de omgeving werden in de jaren negentig omgebouwd tot afslagen met flyovers.

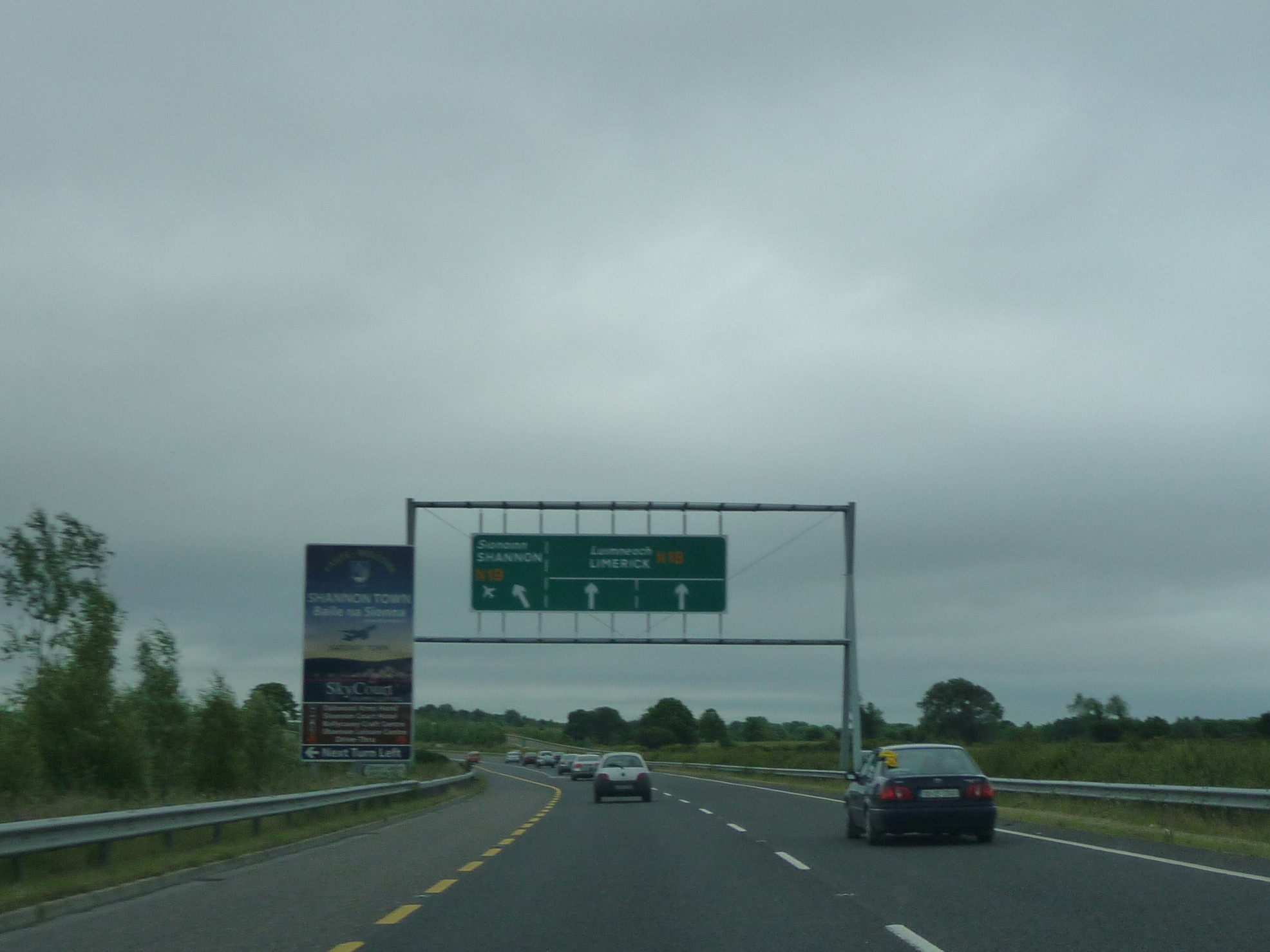
Zuidwaarts reizend op de N18 nabij de Shannon Town/Shannon Airport afslag

De weg vervolgt langs de afslag die de voormalige kruising bij Hurlers Cross vervangt. Andere afslagen bedienen Shannon en Shannon Airport (via de N19). De vierstrooksweg gaat verder langs Newmarket-on-Fergus en Dromoland Castle. Dit gedeelte werd opgeleverd in 2004.
Op 26 januari 2007 was de volgende sectie vierstrooksweg gereed welke fungeert als de "Oostelijke Bypass" van Ennis. Vanaf dit nieuwe deel splitst de "N85 Western Relief Road" zich af die aansluit op de N68 naar Kilrush en zijn weg vervolgt als N85 naar Ennistymon.
Na de Ennis Bypass gaat de N18 verder naar het noorden als een smalle tweestrooksweg richting Crusheen en verder naar County Galway. Gort is de volgende plaats waar de N18 zich doorheen wringt, alwaar het aansluit op de N66 naar Lougrea. Daarna vervolgt het zijn weg langs Ardrahan naar Kilcolgan, waar de N18 aansluit op de N67 naar de Burren en Ballyvaughan. Via Clarinbridge gaat de weg naar Oranmore, juist buiten Galway, waar zij aansluit op de N6 (Dublin-Galway). De N6 voert naar het centrum van Galway, maar de N18 vervolgt haar weg noordwaarts langs Galway Airport en eindigt bij de aansluiting op de N17 (Galway-Sligo).

## Verbeteringsprojecten

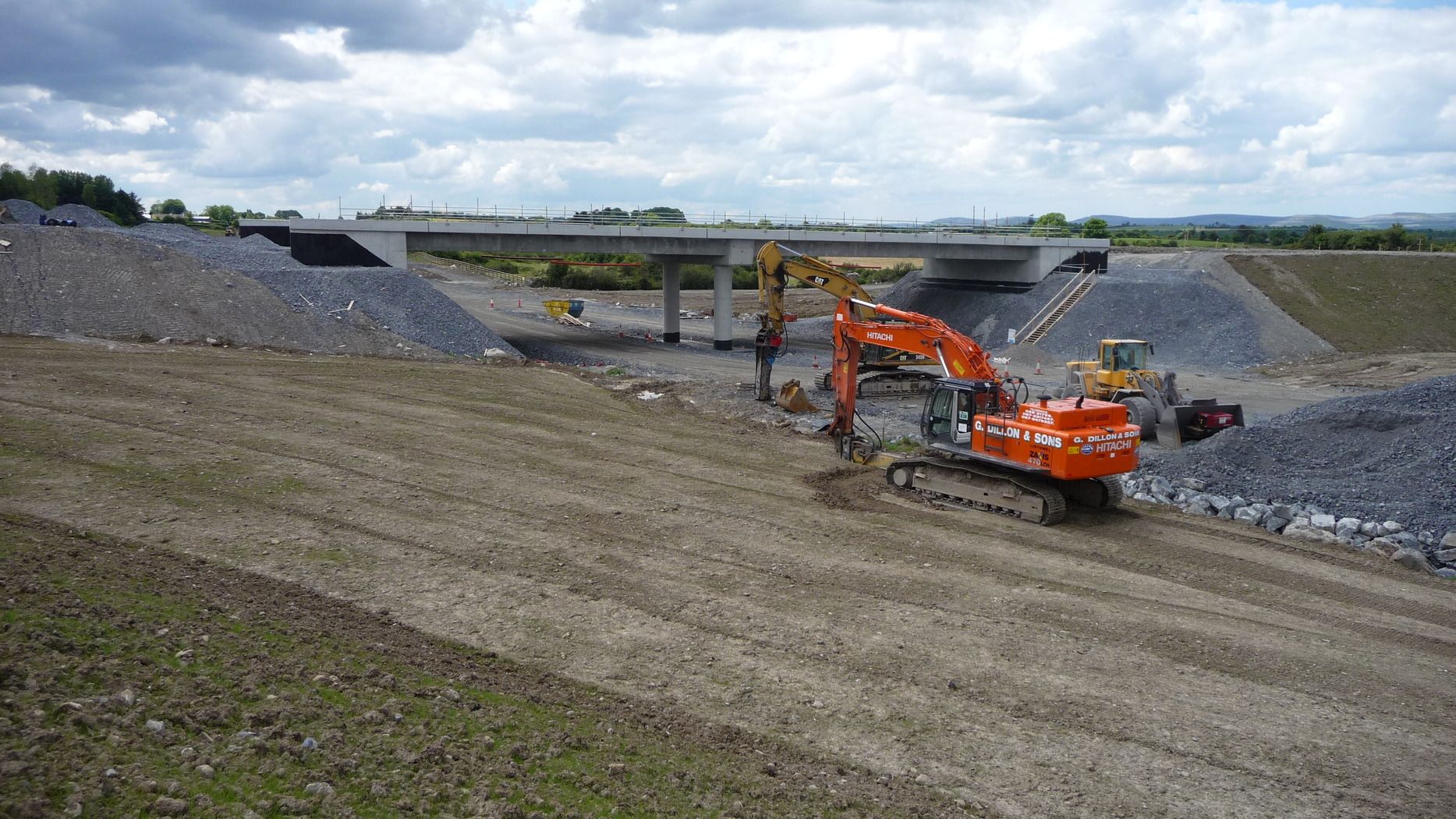
Gort-Crusheen tijdens de aanleg (juni 2009): De ongelijkvloerse kruising bij Gort

Voor de nabije toekomst staan twee projecten gepland om de N18 verder te verbeteren.

### Crusheen - Gort (in uitvoering)
Het eerste project is de aanleg van een vierstrooksweg vanaf Crusheen tot Gort over een afstand van 22 kilometers. Dit deel van de vierstrooksweg vormt voor Gort en Crusheen een bypass. De eerste spade ging de grond in op 14 november 2008 en de planning is dat uiterlijk oktober 2010 de weg geopend wordt.

### Gort - Oranmore (ter aanbesteding)
Dit project omvat de aanleg van een vierstrooksweg vanaf Gort naar Oranmore over een afstand van 27 kilometer. Het zal de N18 verbinden met de N6.

## Autosnelweg
Een aantal delen, onder meer de Ennis Bypass, van de N18 zijn inmiddels aangewezen als autosnelweg met het nummer M18. Ook de nieuwe delen zullen meteen als autosnelweg worden geopend.